# Mieczysław Lutman
Mieczysław Lutman (ur. 10 sierpnia 1890 we Lwowie, zm. między 20 a 22 kwietnia 1940 w Katyniu) – doktor praw, starosta w Białej Podlaskiej, ofiara zbrodni katyńskiej.

## Życiorys
Był synem Józefa i Katarzyny ze Szpilów.           
W 1923 roku pracował w starostwie w Chełmie jako referent. 23 sierpnia 1923 został mianowany urzędnikiem w VII stopniu służbowym. W 1925 był zastępcą starosty chełmskiego. Jako pełnomocnik Ministerstwa Spraw Wewnętrznych brał udział w pracach Nadzwyczajnej Komisji Rozjemczej do załatwienia zatargów pomiędzy właścicielami nieruchomości a dozorcami domowymi w 1926. Został starostą powiatu węgrowskiego w 1926 i sprawował tę funkcję do 1932, po czym został przeniesiony na stanowisko starosty powiatu puławskiego. Działał w powiatowym komitecie PWiWF. Był pomysłodawcą i inicjatorem budowy Domu Sportowego im Marszałka Piłsudskiego w Węgrowie. Był to taki pierwszy obiekt w województwie lubelskim. Podczas pełnienia funkcji starosty węgrowskiego wchodził w konflikty z władzami gmin, o których pisała ówczesna prasa. Niektóre gazety zarzucały mu chęć usunięcia z samorządów i stowarzyszeń gminnych ziemian i księży. Najbardziej zaogniona była sprawa zwolnienia z pracy pisarza gminnego z Grębkowa, w którą zostali wciągnięci wojewoda lubelski i Ministerstwo Spraw Wewnętrznych. Niechętni Lutmanowi dziennikarze nawoływali do usunięcia go z urzędu. Jest wymieniony na akcie erekcyjnym siedziby Ochotniczej Straży Pożarnej we wsi Ruchna, który został odnaleziony wraz z kamieniem węgielnym w 2018 w trakcie rozbiórki starego budynku remizy. Pełnił funkcję prezesa komitetu powiatowego Ligi Obrony Powietrznej i Przeciwgazowe oraz prezesa powiatowego Związku Strzeleckiego w Puławach. W 1929 został mianowany urzędnikiem w VI stopniu służbowym. 20 października 1934 roku wiceminister komunikacji Rzeczypospolitej Polskiej Julian Piasecki w asyście wojewody lubelskiego Józefa Rożnieckiego i starosty puławskiego Mieczysława Lutmana uroczyście otworzył Most im Ignacego Mościckiego w Puławach. Współzałożyciel i członek zarządu Towarzystwa Prywatnej Szkoły Rzemieślniczej w Kazimierzu Dolnym z siedzibą w Puławach. Od 28 października 1937 do września 1939 był starostą powiatowym w Białej Podlaskiej.       
Podczas kampanii wrześniowej wzięty do niewoli radzieckiej. 17 listopada 1939 wieczorem przywieziony do Kozielska z obozu przejściowego w Szepetówce. Według stanu z 19 listopada 1939 był jeńcem kozielskiego obozu. Między 19 a 21 maja 1940 przekazany do dyspozycji naczelnika smoleńskiego obwodu NKWD – lista wywózkowa 036/4 poz. 78, nr akt 1361, z 16 kwietnia 1940. Został zamordowany między 20 a 22 kwietnia 1940 przez NKWD w lesie katyńskim. W Archiwum Robla znajduje się pamiętnik ppor. rez. Maksymiliana Trzepałki w którym Lutman jest wymieniony jako starosta węgrowski, przybyły wraz z oficerami i cywilami z obozu w Szepetówce. Nie został zidentyfikowany podczas ekshumacji prowadzonej przez Niemców w 1943.          
Krewni w 1945 i 1946 poszukiwali informacji przez Biuro Informacji i Badań Polskiego Czerwonego Krzyża w Warszawie.          

## Upamiętnienie
- Krzyż Kampanii Wrześniowej – zbiorowe, pośmiertne odznaczenie pamiątkowe wszystkich ofiar zbrodni katyńskiej (1 stycznia 1986)
- Dąb Pamięci 14666 posadzony na terenie Zespołu Szkół w Łomazach. Dąb zasadził wicestarosta bialski Jan Bajkowski[21][22].

## Ordery i odznaczenia
- Złoty Krzyż Zasługi (dwukrotnie: 18 marca 1932[23], 19 października 1938[24])
- Srebrna Odznaka Honorowa Ligi Obrony Powietrznej i Przeciwgazowej[13]